# Take Off Your Pants and Jacket
Take Off Your Pants and Jacket és el quart àlbum d'estudi del grup de pop punk americà blink-182. Produït per Jerry Finn, l'àlbum es va llançar el 12 de juny de 2001 a través d'MCA Records. El grup havia passat la major part de l'any anterior viatjant i fent gires per promocionar l'àlbum Enema of the State (1999), que va portar el grup a la fama. El títol és un joc de paraules tongue-in-cheek sobre la masturbació masculina (en anglès, el nom de l'àlbum sona igual que "take off your pants and jack it"). La coberta de l'àlbum té icones per a cadascun dels membres del trio: un avió ("take off", despegar), un parell de pantalons i una jaqueta. Es van llançar diverses edicions diferents amb pistes extra.
L'album es va gravar en major part durant tres mesos a Signature Sound a San Diego. Durant les sessions, els executius d'MCA van pressionar el grup perquè retingués el so que havia permès que l'àlbum anterior vengués milions de còpies. Com a tal, Take Off Your Pants and Jacket segueix amb el so pop punk que van perfilar i fer famós, si bé amb un to més pesant, inspirat per grups com Fugazi i Refused. Pel que fa a la lletra, s'ha referit a l'àlbum com un àlbum conceptual que descriu l'adolescència, amb cançons dedicades a primeres cites, lluitar contra l'autoritat i festes d'adolescents. A causa de diverses opinions sobre el camí a seguir, el grup va treballar en desacord per primera vegada.
L'àlbum va tenir un èxit gairebé immediat, esdevenint el primer àlbum identificat com a punk rock en debutar al número 1 a la Billboard 200 i sent certificat com a doble platí en tres setmanes. L'àlbum va produir tres senzills reeixits - "The Rock Show", "First Date" i "Stay Together for the Kids" - que van ser dins del top 10 en llistes de rock modern. En general, les crítiques van ser positives, elogiant l'expansió de l'àlbum en temes d'adolescència; altres van veure això com una feblesa. Per promocionar l'àlbum, el grup va co-encapçalar el Pop Disaster Tour amb Green Day. Es va cancel·lar una gira per Europa a causa dels atemptats de l'11 de setembre. Take Off Your Pants and Jackets ha venut més de 14 milions de còpies arreu.